# Lijst van burgemeesters van Ambt Vollenhove
Dit is een lijst van burgemeesters van de voormalige Nederlandse gemeente Ambt Vollenhove in de provincie Overijssel van 1818 tot 1942. In 1818 werd de gemeente Vollenhove gesplitst in Stad Vollenhove en Ambt Vollenhove en in 1942 vormden Stad Vollenhove en Ambt Vollenhove opnieuw de gemeente Vollenhove. Na nog twee gemeentelijke herindelingen behoort dit gebied tot de gemeente Steenwijkerland.
| Ambtsperiode | Naam burgemeester                                                 | Partij of stroming | Bijzonderheden                                                         |
| ------------ | ----------------------------------------------------------------- | ------------------ | ---------------------------------------------------------------------- |
| 1823-1844    | Jan Philips baron Sloet van Tweenijenhuizen                       |                    | was tevens burgemeester van de gemeente Blokzijl                       |
| 1844-1845    | mr. Willem Jan Carel Putman Cramer                                |                    | hij en al zijn opvolgers waren tevens burgemeester van Stad Vollenhove |
| 1845-1851    | mr. Jan Arend Godert baron de Vos van Steenwijk                   |                    |                                                                        |
| 1851-1859    | mr. Gerardus Everhardus Vos de Wael                               |                    |                                                                        |
| 1859-1885    | Antonij Johan ten Cate                                            |                    | werd burgemeester van Ambt Delden en van Stad Delden                   |
| 1885-1913    | Anthony baron Sloet van Oldruitenborgh                            |                    |                                                                        |
| 1914         | C.A. Besier                                                       |                    |                                                                        |
| 1914-1924    | jhr. Constant Leopold Balthazar Willem van Suchtelen van de Haare |                    |                                                                        |
| 1924-1926    | jhr. Henri Beelaerts van Blokland                                 |                    |                                                                        |
| 1926-1940    | mr. W.C. ten Kate                                                 | CHU                | werd burgemeester van Goes                                             |
| 1940-1942    | mr. Frederik Reinhard Crommelin                                   |                    | bleef burgemeester van de opnieuw gevormde gemeente Vollenhove         |